# Джеймс Бонд
Джеймс Бонд е британски литературен и филмов герой – „агент“ на британското разузнаване.
Създаден през 1952 г. от писателя Иън Флеминг, включен в 12 романа, 2 сборника с разкази и филмова серия. След смъртта на Флеминг през 1964 г. романи за Джеймс Бонд са писани от Кингсли Еймис (като Робърт Маркам), Джефри Дивър, Джон Пиърсън, Джон Гарднър, Реймънд Бенсън и Чарли Хигсън, а Кристофър Уд новелизира 2 сценария.
Първоначално известен от романите-бестселъри, Джеймс Бонд става още по-известен чрез филмовата поредица на компанията EON Productions, от която към 2015 г. са направени 24 филма. Освен тях има други 2 филма („Казино Роял“ от 1967 г. и „Никога не казвай никога“ от 1983 г.) и лицензирана от Флеминг американска телевизионна адаптация на първия му роман („Казино Роял“), излъчена за пръв път през 1954 г. Филмите на EON Productions се описват като „официалните“ филми, тъй като EON купува филмовите права за Джеймс Бонд в края на 1950-те години, когато „Бонд“ е популярна поредица от романи.

## Филми с Джеймс Бонд
| №  | Название                           | Оригинално име                  | Год  | Джеймс Бонд     | Режисьор             | Бюджет       |
| -- | ---------------------------------- | ------------------------------- | ---- | --------------- | -------------------- | ------------ |
| 1  | Доктор Но                          | Dr. No                          | 1962 | Шон Конъри      | Терънс Йънг          | $1 000 000   |
| 2  | От Русия с любов                   | From Russia with Love           | 1963 | Шон Конъри      | Терънс Йънг          | $2 500 000   |
| 3  | Голдфингър                         | Goldfinger                      | 1964 | Шон Конъри      | Гай Хамилтън         | $3 500 000   |
| 4  | Операция „Мълния“                  | Thunderball                     | 1965 | Шон Конъри      | Терънс Йънг          | $11 000 000  |
| 5  | Човек живее само два пъти          | You Only Live Twice             | 1967 | Шон Конъри      | Луис Гилбърт         | $9 500 000   |
| 6  | В тайна служба на Нейно Величество | On Her Majesty’s Secret Service | 1969 | Джордж Лейзънби | Питър Р. Хънт        | $7 000 000   |
| 7  | Диамантите са вечни                | Diamonds Are Forever            | 1971 | Шон Конъри      | Гай Хамилтън         | $7 200 000   |
| 8  | Живей, а другите да умрат          | Live and Let Die                | 1973 | Роджър Мур      | Гай Хамилтън         | $7 000 000   |
| 9  | Мъжът със златния пистолет         | The Man with the Golden Gun     | 1974 | Роджър Мур      | Гай Хамилтън         | $7 000 000   |
| 10 | Шпионинът, който ме обичаше        | The Spy Who Loved Me            | 1977 | Роджър Мур      | Луис Гилбърт         | $14 000 000  |
| 11 | Муунрейкър                         | Moonraker                       | 1979 | Роджър Мур      | Луис Гилбърт         | $34 000 000  |
| 12 | Само за твоите очи                 | For Your Eyes Only              | 1981 | Роджър Мур      | Джон Глен            | $28 000 000  |
| 13 | Октопуси                           | Octopussy                       | 1983 | Роджър Мур      | Джон Глен            | $27 500 000  |
| 14 | Изглед към долината на смъртта     | A View to a Kill                | 1985 | Роджър Мур      | Джон Глен            | $30 000 000  |
| 15 | Живите светлини                    | The Living Daylights            | 1987 | Тимъти Долтън   | Джон Глен            | $40 000 000  |
| 16 | Упълномощен да убива               | Licence to Kill                 | 1989 | Тимъти Долтън   | Джон Глен            | $42 000 000  |
| 17 | Златното око                       | GoldenEye                       | 1995 | Пиърс Броснан   | Мартин Кемпбъл       | $60 000 000  |
| 18 | Винаги ще има утре                 | Tomorrow Never Dies             | 1997 | Пиърс Броснан   | Роджер Спотисуд      | $110 000 000 |
| 19 | Само един свят не стига            | The World Is Not Enough         | 1999 | Пиърс Броснан   | Майкъл Ептед         | $135 000 000 |
| 20 | Не умирай днес                     | Die Another Day                 | 2002 | Пиърс Броснан   | Лий Тамахори         | $142 000 000 |
| 21 | Казино Роял                        | Casino Royale                   | 2006 | Даниел Крейг    | Мартин Кемпбъл       | $150 000 000 |
| 22 | Спектър на утехата                 | Quantum of Solace               | 2008 | Даниел Крейг    | Марк Форстър         | $230 000 000 |
| 23 | Координати: Скайфол                | Skyfall                         | 2012 | Даниел Крейг    | Сам Мендес           | $200 000 000 |
| 24 | Спектър                            | Spectre                         | 2015 | Даниел Крейг    | Сам Мендес           | $245 000 000 |
| 25 | Смъртта може да почака             | No Time to Die                  | 2021 | Даниел Крейг    | Кери Джоджи Фукунага | $250 000 000 |